# Жертвата
Жертвата е български сериал, който се състои от три сезона (четвъртият още се прави). В първите два сезона историята е за двама разбойници, които пребиват невинен човек (изигран от Александър Илиев). Разбойниците са изиграни от Теодор Марков и Радослав Харизанов. За жалост голяма част от записите на втори сезон на Жертвата са изгубени. Трети сезон беше развален от режисьора (Калоян Манолов). В този сезон се разказва за магии и това не се хареса на публиката, актьорите и дори на режисьора.Поради тази причина той не е зачетен от публиката и не само от нея. Четвърти сезон на Жертвата се очаква да бъде най-добрият сезон досега. С него много нови актьори дават начало на кариерата си. Ролята на главен герой играе Теодор Марков. Най-известните реплики от всички сезони на Жертвата (без трети) са:
-Спокойно, имам бомба.- Теодор Марков. 
-Честита СМЪРТ!-Радослав Харизанов и Теодор Марков.
-Здравейте полицаи,какво правите.
-Пърдим.-Даниел Велев и Мартин Атанасовски (Мравката).
-Моля излесте от мястото си, тук е полицията.-Мартин Атанасовски (Мравката).
-Бррруум бррруум-Мравката.
-Ало-Маикъл Велков.

-Здрасти,Марио ааа ъъъ вие бяхте добри полицаи и АМИН.-Даниел Велев.